# Belchentunnel

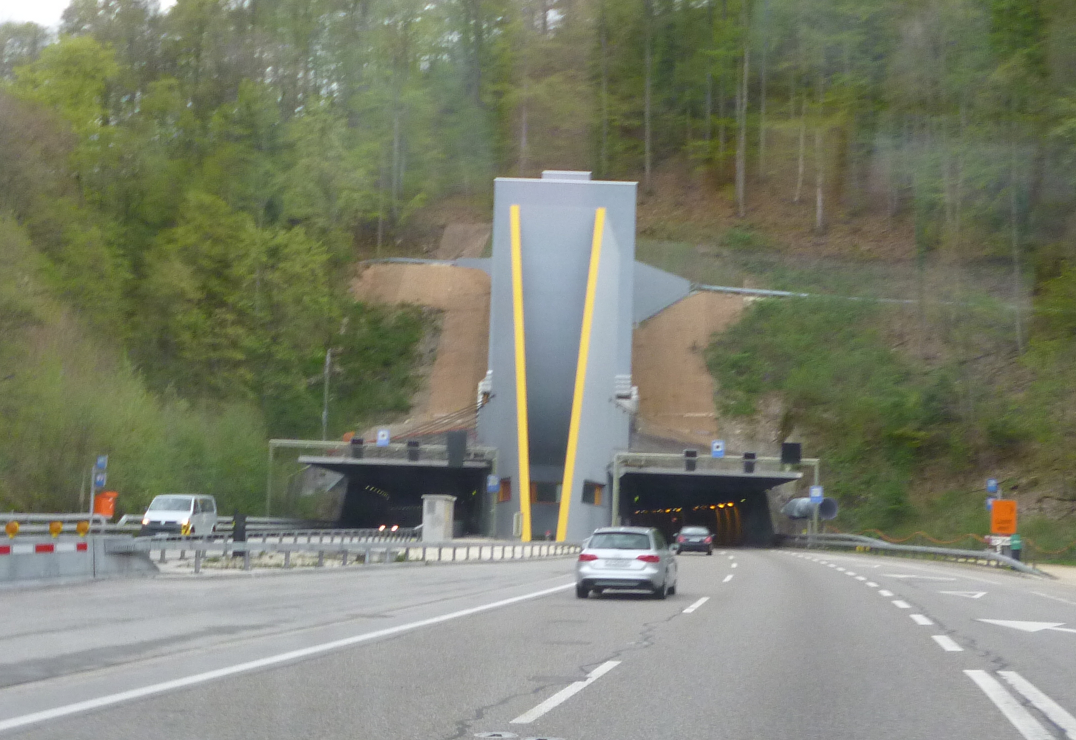
Belchentunnel

De Belchentunnel is een 3180 meter lange tunnel met twee buizen op de snelweg A2 in Zwitserland. Hij verbindt Eptingen in het kanton Basel-Landschaft met Hägendorf in het kanton Solothurn en maakt deel uit van de belangrijke noord-zuidverbinding van Duitsland via Basel naar het Zwitserse plateau en van daaruit via Luzern naar Italië of via Bern naar het Meer van Genève bij het overwinnen van de Alpen.

## Voorgeschiedenis
Tot aan de aanleg van de rijksweg A2 en de tunnel leidde het verkeer vanuit het Noordwesten van Zwitserland en Duitsland via landwegen en de Boven- en Beneden Hauensteinpas Zwitserse plateau. Toen het wegverkeer steeds meer toenam en tot 3.500 auto's zich op piekdagen door de stadspoort van Liestal sloten, begonnen planning en zorgvuldig geologisch onderzoek voor een nationale weg door Arisdorfer- en Diegtertal en een tunnel onder de Belchen aan de zuidvoet van de Jura. In februari 1960 werd begonnen met de bouw van de snelweg en de tunnel.

## Bouw
Tussen 1963 en 1966 boorden de boormachines twee buizen met een onderlinge afstand van 40 meter door de kalksteen van de Jura-rots . Zeven dwarstunnels verbinden de twee rijstroken, van waaruit drie ventilatiekokers naar het aardoppervlak leiden. Het noordelijke portaal staat op 605 meter boven zeeniveau, de zuidelijke op 610 meter. Het hoogste punt ligt op op 618 meter hoogte. De eerste doorbraak vond plaats op 16 oktober 1964 en in december 1970 werd de tunnel opengesteld voor verkeer.

## Vernieuwing
Als gevolg van de enorme bergdruk veroorzaakt door het watervoerende anhydriet (calciumsulfaat), gips- en kleimineralen was schilfering en vervorming van de tunnelwanden en de tunnelzool na korte tijd zichtbaar. Tussen 2001 en 2003 werd voor de renovatiewerkzaamheden één tunnelbuis geblokkeerd. Naast de restauratie is de tunnel ook aangepast aan de laatste veiligheidseisen. Door slechts één buis te gebruiken met tegemoetkomend verkeer, was er af en toe grote vertragingen en kilometers file aan beide zijden van de tunnel.

## Derde buis
Om files bij renovatie- en onderhoudswerkzaamheden te voorkomen en om altijd twee buizen met twee rijstroken in bedrijf te hebben, is naast de twee bestaande buizen een derde buis in de berg gegraven, waarvan de infrastructuur momenteel naar verwachting tot 2021 wordt aangelegd. In maart 2003 keurden de Federale Raad en vervolgens de kantonale parlementen van de twee kantons Basel-Landschaft en Solothurn het Belchen-herontwikkelingstunnelproject goed. Op 9 februari 2016 begon met de bouw van de renovatiepijp van 500 miljoen frank in het zuidelijke portaal van de Belchentunnel.
Na voltooiing van de derde buis worden de twee bestaande buizen een voor een gerenoveerd. De aanleg van de herontwikkeltunnel leidt niet tot capaciteitsuitbreiding. De automobilisten beschikken ook na de reparatie slechts over twee tunnelbuizen met vier rijstroken. Bij normaal gebruik moeten de twee buitenste buizen worden gebruikt en dient de middelste buis als vlucht- en reddingstunnel of als tunnel voor het jaarlijkse onderhouds- en servicewerk.